# Ludvig VI av Bayern
Ludvig VI "Romaren" (på tyska Ludwig VI. "der Römer"), född 7 maj 1328 (alternativt först 1330) under faderns kröningståg i Rom, död 17 maj 1365 i Berlin, var hertig av Bayern och markgreve av Brandenburg som Ludvig II. Han var son till kejsar Ludvig IV av Bayern och därigenom medlem av huset Wittelsbach.

## Biografi
Ludvig Romaren var son till den tysk-romerske kejsaren Ludvig IV av Bayern (död 1347) och kejsarinnan Margareta av Holland (död 1356). Ludvig IV hade sedan tidigare två söner från sitt tidigare äktenskap med Beatrix av Schlesien, Ludvig V "Brandenburgaren" och Stefan II.
Ludvig VI regerade från 1347 gemensamt med sina bröder hertigdömet Bayern. Vid en delning 1349 blev han hertig i Oberbayern jämte den äldre brodern Ludvig V "Brandenburgaren" och den yngre brodern Otto V, men 1351 bytte han och Otto sina territorier i Oberbayern mot markgrevskapet Brandenburg och Niederlausitz.
Ludvig VI nådde kurvärdighet (av Brandenburg) genom kejsar Karl IV:s Gyllene bulla år 1356. I bullan stipulerades att den regerande markgreven av Brandenburg i fortsättningen skulle vara kurfurste och ceremoniell ärkekammarherre i det tysk-romerska riket, med rätt att delta i det tysk-romerska rikets kungaval.
Ludvig VI avled barnlös 1365. Han begravdes i Berlins franciskanerkloster, Graues Kloster, som förstördes i andra världskriget och idag är delvis bevarat som ruin. Den statygrupp i Siegesallee i Berlin som restes över Ludvig Romaren år 1900, skulpterad av Emil von Görtz, är sedan kriget försvunnen och tros ha förstörts.

## Familj
Gift (1) i Krakow 1 januari 1352 med Kunigunde av Polen (död 1357).
Gift (2) i Berlin 15 februari 1360 med Ingeborg av Mecklenburg (omkring 1340–1395), dotter till hertig Albrekt den store av Mecklenburg och Eufemia Eriksdotter. Deras bröllopskontrakt skrevs i Pritzwalk redan 25 juni 1357. Ingeborg var ursprungligen förlovad med Ludvigs bror Otto. Efter Ludvigs död gifte hon om sig med greve Henrik II av Holstein (död 1381/1389).

## Galleri

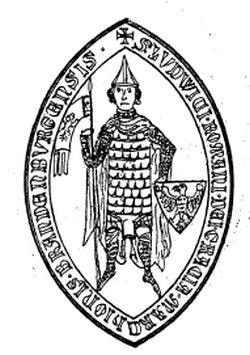
Ludvigs sigill. Inskriptionen lyder:S LUDWIGI ROMANI DEI GRACIA MARCHIONIS BRANDENBURGENSIS, "Ludvig Romaren med guds nåde markgreve av Brandenburg"